# Bündelitag
Als Bündelitag wird in der Schweiz der schulfreie Samstag vor den grossen Sommerferien bezeichnet, an dem die Bündeli (Koffer) für die Ferien gepackt werden.
Obwohl in einem weiteren Sinn der Begriff allgemein den letzten Samstag vor den Schulferien bezeichnet, wird der Begriff „Bündelitag“ in Kalendern und von den Medien gesamtschweizerisch in erster Linie für den Samstag vor den Sommerferien gebraucht, da er zu jenem Zeitpunkt als Hauptreisetag gilt.
Seit der Einführung der Fünf-Tage-Woche an den meisten öffentlichen Schulen hat der Begriff an Bedeutung verloren, weil seither alle Samstage schulfrei sind. Dennoch hat der Bündelitag als erster Tag der grossen Ferien immer noch einen hohen Beliebtheitsgrad und wird gerne als inoffizieller Feiertag bezeichnet, da es zwar ein schul-, aber nicht arbeitsfreier Tag ist.
Der Begriff «Bündelitag» in der heutigen Bedeutung war ursprünglich offenbar nur in der Region Basel gebräuchlich, hat sich seither aber auch in der übrigen Deutschschweiz verbreitet. Die früher allgemein bekannte Bedeutung von «Bündelitag» war ‚Tag, den dem das Dienstpersonal die Stelle wechselt‘.